# Parafia św. Barbary w Chicago
Parafia św. Barbary w Chicago (ang. St. Barbara's Parish) – parafia rzymskokatolicka położona w Chicago w stanie Illinois w Stanach Zjednoczonych.
Jest ona wieloetniczną parafią w południowej dzielnicy Chicago dla polskich imigrantów.
Parafia została poświęcona św. Barbarze.

## Szkoły
- St. Barbara School